# Rennes
Rennes [ʀɛn] (ⓘ) (bretonisch: Roazhon, gallo: Resnn, lateinisch: Condate) ist die Hauptstadt der französischen Region Bretagne und Präfektursitz des Départements Ille-et-Vilaine. Mit einer Bevölkerung von 227.830 Einwohnern (Stand: 1. Januar 2022) ist Rennes die elftgrößte Stadt Frankreichs und die größte der Region Bretagne. Die Unité urbaine umfasst 335.092 Einwohner, ihre Aire urbaine 733.320 Einwohner, die zehntgrößte Frankreichs. Die große Studentenzahl (über 68.000) bestimmt den Alltag der Stadt.
Die Einwohner werden Rennais und Rennaises genannt.

## Geografie

### Lage
Rennes befindet sich im Westen Frankreichs, circa 308 Kilometer Luftlinie von der Hauptstadt Paris entfernt. Die Stadt liegt im Osten der Region Bretagne nahe zur Nachbarregion Pays de la Loire.
Die Ille mündet von Norden kommend im Zentrum von Rennes in die Vilaine, die Rennes zunächst von Ost nach West durchströmt, am südwestlichen Rand des Gemeindegebiets nach Süden schwenkt und bei Arzal an der Südküste der Bretagne in den Atlantik mündet. Der Canal d’Ille-et-Rance schließt sich in Rennes an die bis dahin schiffbare Vilaine an und verbindet die Stadt mit Saint-Malo am Ärmelkanal.
In Rennes erstrecken sich 28 Parks in Summe auf 860 Hektar und weisen 17 % der Gemeindefläche als Grünfläche aus.

### Klima
In Rennes herrscht ozeanisches Klima mit niedrigen Temperaturschwankungen sowohl zwischen den Tages- als auch den Jahreszeiten. Im Vergleich zu den Küstenregionen vor allem der Westbretagne ist der maritime Einfluss allerdings schon leicht abgeschwächt. So hat Rennes etwa 300 Sonnenstunden mehr als Brest und weist im Sommer etwa 3 Grad höhere Tageshöchsttemperaturen auf als die nur 70 km nördlich gelegene Hafenstadt Saint-Malo, wo Herbst und Winter im Schnitt wiederum deutlich milder sind als in der Hauptstadt der Bretagne.
|                        | Jan | Feb | Mär  | Apr  | Mai  | Jun  | Jul  | Aug  | Sep  | Okt  | Nov  | Dez |   |      |
| Mittl. Temperatur (°C) | 4,8 | 5,3 | 8,1  | 10,2 | 13,2 | 16,3 | 18   | 18   | 16   | 11,9 | 8    | 5,4 | ⌀ | 11,3 |
| Mittl. Tagesmax. (°C)  | 7,8 | 8,8 | 12,6 | 15,0 | 18,4 | 21,6 | 23,4 | 23,3 | 20,8 | 16,2 | 11,4 | 8,3 | ⌀ | 15,7 |
| Mittl. Tagesmin. (°C)  | 1,8 | 1,9 | 3,6  | 5,4  | 8,0  | 11,0 | 12,7 | 12,8 | 11,2 | 7,7  | 4,6  | 2,6 | ⌀ | 7    |
|                        |     |     |      |      |      |      |      |      |      |      |      |     |   |      |
| Niederschlag (mm)      | 68  | 51  | 48   | 43   | 47   | 45   | 51   | 57   | 58   | 64   | 66   | 71  | Σ | 669  |
|                        |     |     |      |      |      |      |      |      |      |      |      |     |   |      |
| Sonnenstunden (h/d)    | 2   | 4   | 5    | 6    | 7    | 8    | 9    | 8    | 6    | 5    | 3    | 2   | ⌀ | 5,4  |
|                        |     |     |      |      |      |      |      |      |      |      |      |     |   |      |
| Regentage (d)          | 13  | 11  | 11   | 9    | 11   | 8    | 7    | 7    | 8    | 10   | 11   | 12  | Σ | 118  |
|                        |     |     |      |      |      |      |      |      |      |      |      |     |   |      |
| Luftfeuchtigkeit (%)   | 87  | 82  | 80   | 77   | 78   | 78   | 77   | 78   | 82   | 84   | 87   | 89  | ⌀ | 81,6 |

| 1,8 |

| 1,9 |

| 3,6 |

| 5,4 |

| 8,0 |

| 11,0 |

| 12,7 |

| 12,8 |

| 11,2 |

| 7,7 |

| 4,6 |

| 2,6 |

| 1,8 |

| 1,9 |

| 3,6 |

| 5,4 |

| 8,0 |

| 11,0 |

| 12,7 |

| 12,8 |

| 11,2 |

| 7,7 |

| 4,6 |

| 2,6 |

## Geschichte

### Frühzeit und Mittelalter

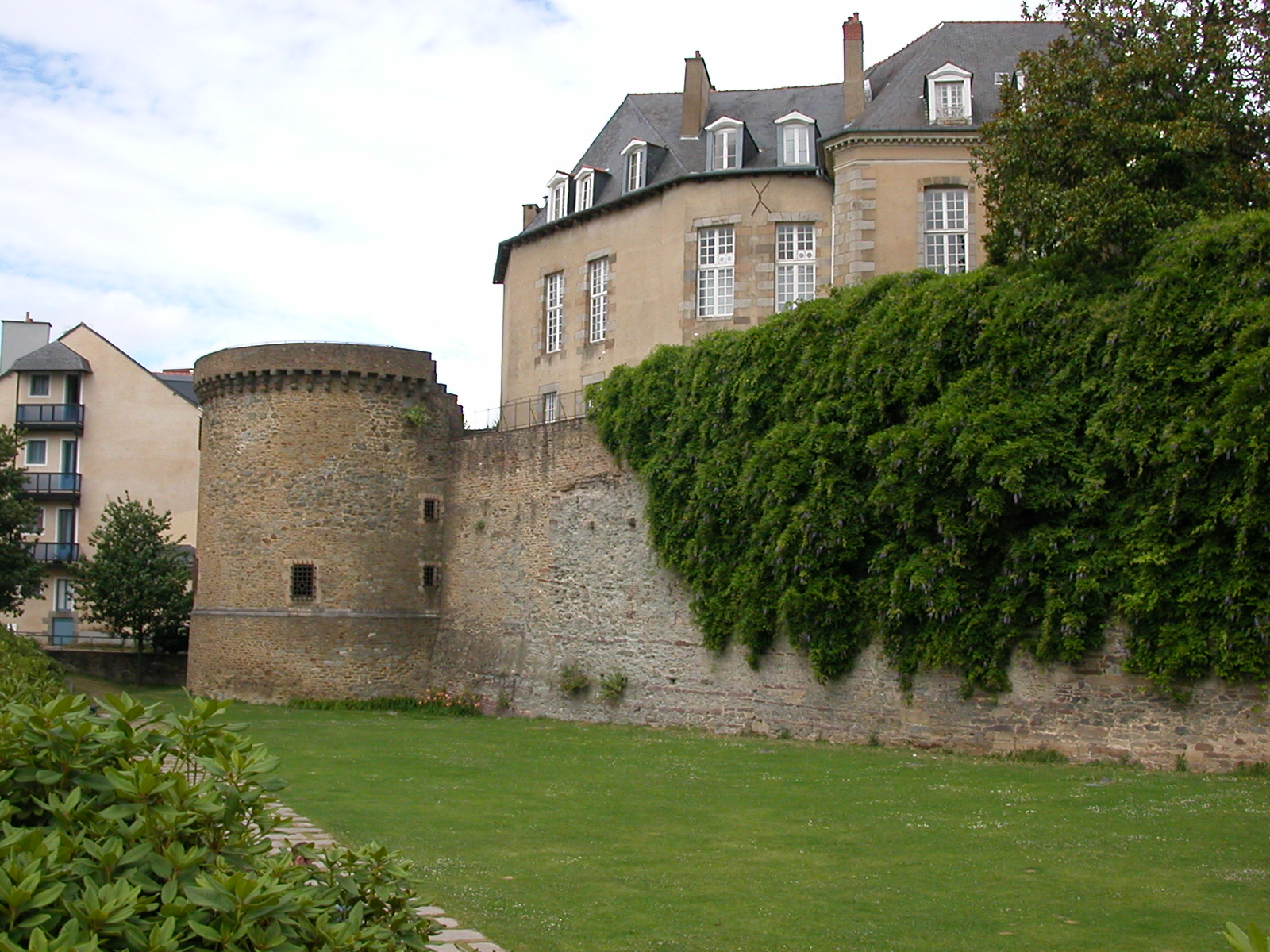
Stadtbefestigung

Rennes war im römischen Reich unter dem Namen Condate („Zusammenfluss“, nach der Lage) bekannt, die Kelten nannten den Ort Resnn. Condate war der Hauptort der Civitas Redonum, also der Gegend der Redoner. In Rennes hat sich eine Inschrift erhalten, die einen Duumvirn Titus Flavius Postuminus nennt, also aus der Zeit der Flavier stammen dürfte. Die zunehmende Bedrohung durch Invasoren führte im Jahr 275 zum Bau einer Stadtbefestigung, zudem gewann die Stadt als Bischofssitz an Bedeutung. Nachdem in England die dortigen Briten seit Mitte des 5. Jahrhunderts von den Angelsachsen bedrängt wurden, wanderten einige Briten in die bis dahin Aremorica genannte Gegend im Nordwesten Galliens aus. Chlodwig I., dem Begründer des Frankenreiches, gelang es im Jahr 497 allerdings, eine, wenn auch lockere, Oberhoheit der Merowinger über die „Bretonen“ genannten Einwanderer zu etablieren. Karl der Große errichtete dann im Osten des Herzogtums Bretagne die Bretonische Mark, die die Grafschaften Rennes, Vannes und Nantes umfasste. Gegen die Bretagne selbst zog Karl in den Jahren 786 und 799, ohne sie seinem Reich einzuverleiben. Im Jahre 851 konnte sich Nominoë der Stadt und der Grafschaft Rennes bemächtigen und sie auch gegen den westfränkischen König Karl den Kahlen halten, der vergeblich versuchte, sie zu erobern. Während Nominoës Nachfolger immer wieder im Streit mit den Grafen von Nantes lagen, griffen seit etwa 875 auch die Loire-Normannen in diese Auseinandersetzungen ein, zumal sie in Noirmoutier vor der bretonischen Küste einen Stützpunkt besaßen. Um 880 kam Herzog Judicaël dabei in der Schlacht von Questembert gegen Alain I. ums Leben, der Graf von Nantes war und sich mit den Normannen verbündet hatte; durch diesen Sieg erlangte Alain die Herrschaft über die Bretagne. Nach dessen Tod 907 kam es erneut zu normannischen Eroberungsversuchen, 937 wurde dann Alain II. Herzog der Bretagne. 952 erlangten dann die Seine-Normannen die Herrschaft über die Bretagne, die allerdings 990 ihre Selbständigkeit unter Conan I. zurückerlangte, der außerdem einen Angriff des Grafen von Anjou abwehren konnte und der, als einziger der bretonischen Herzöge, in Rennes eine von Frankreich unabhängige Münzprägestätte durchsetzte. Auf dessen Dynastie folgte ab 1066 die ebenfalls in Rennes residierende Dynastie Cornouaille mit Hoël I.; dessen Sohn Alain IV. war der letzte bretonisch sprechende Herzog der Bretagne und ein Teilnehmer des 1. Kreuzzugs. Es folgte Conan III., nach dessen Tod 1148 es zu Erbfolgestreitigkeiten kam, die sein Enkel Conan IV. 1156 für sich entscheiden konnte. Allerdings war der Bretagne mittlerweile 1154 im Angevinischen Reich Heinrichs II. ein mächtiger Rivale entstanden.

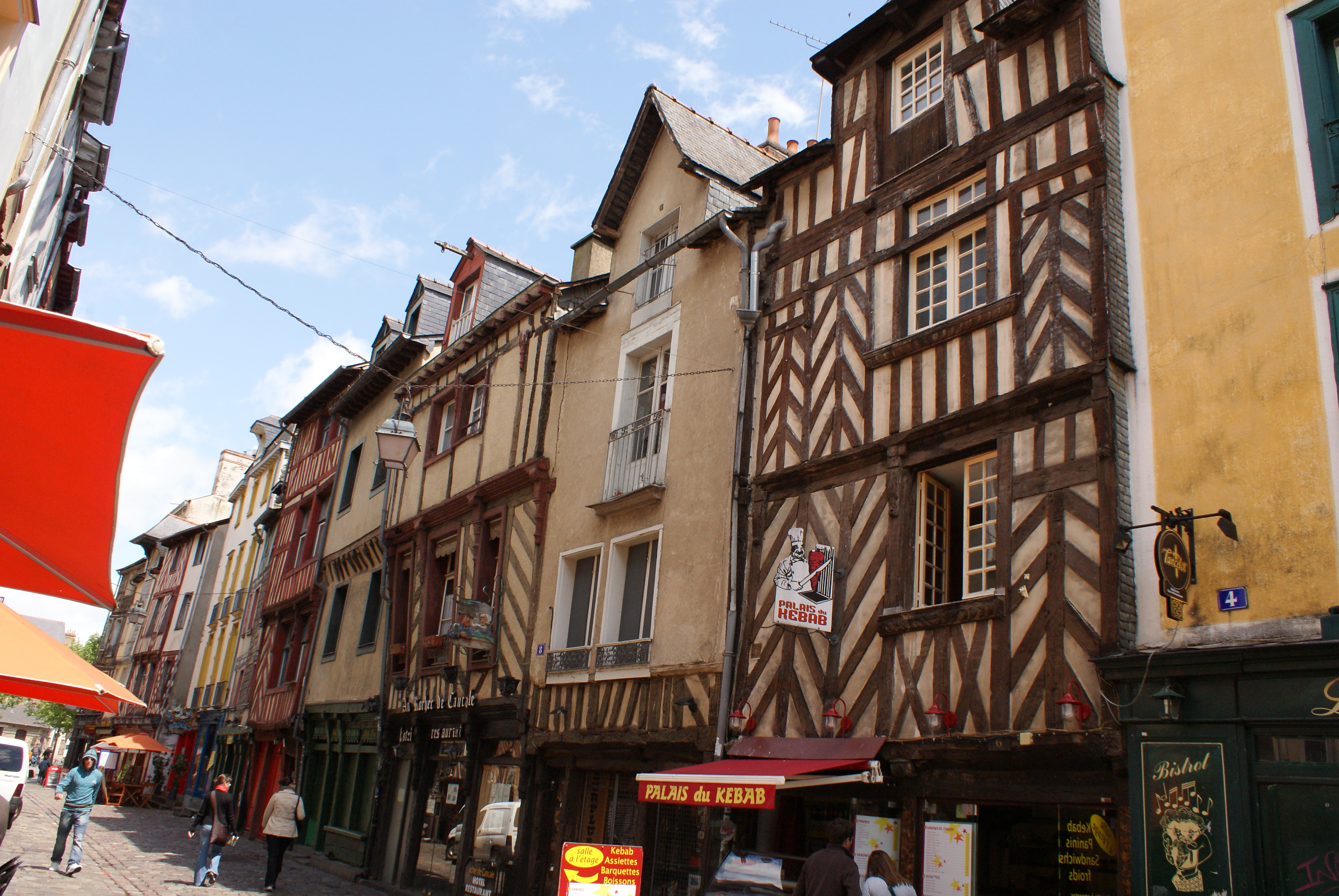
Typische Häuserzeile in Rennes

Dessen Sohn Gottfried heiratete Conans Erbtochter Konstanze, sodass die Plantagenets Herzöge der Bretagne werden. Gottfrieds Nachfolger Arthur geriet in die Auseinandersetzungen zwischen dem französischen König Philipp II. August und dem englischen König Johann Ohneland (Arthurs Onkel), in dessen Verlauf der profranzösische Arthur 1203 getötet wurde. Als eingezogenes Lehen gelangte die Bretagne nun unter die Oberhoheit Frankreichs, dessen König hier das Haus Thouars bzw. wenig später das Haus Dreux einsetzte. Mit Johann III. erlosch die Dynastie 1341. Zwischen den Erben Karl von Blois und Johann von Montfort kam es daraufhin von 1341 bis 1364 zum Bretonischen Erbfolgekrieg, unter dem auch die Stadt Rennes zu leiden hatte, eine Auseinandersetzung, die im Zusammenhang mit dem gleichzeitigen Hundertjährigen Krieg zu sehen ist, da Johann als Kandidat der Engländer und Karl als der der Franzosen galt. Die Montforts setzen sich schließlich durch und regieren in Rennes für die nächsten anderthalb Jahrhunderte. Diese verfolgen eine zunehmend pro-französische Politik, zumal nachdem die Engländer vom Kontinent vertrieben wurden. Der letzte bretonische Herzog, Franz II. (1458–1488), allerdings betonte noch einmal die bretonische Eigenständigkeit, richtete als dessen Symbol in Rennes ein eigenes Parlament als Gerichtshof für die Bretagne ein und näherte sich den Habsburgern an, doch konnte er nicht verhindern, dass der französische König und dessen Heerführer La Tremouille nach seinem Tod seine Residenz Rennes angriffen und schließlich die Hochzeit der Erbtochter Anne mit König Karl VIII. erzwangen, wodurch dieser zum Erben des Herzogtums wurde und es 1491 der französischen Krone unterwarf. Das Gebiet wurde 1532 durch König Franz I. schließlich offiziell mit Frankreich vereinigt.

### Neuzeit und 19. Jahrhundert

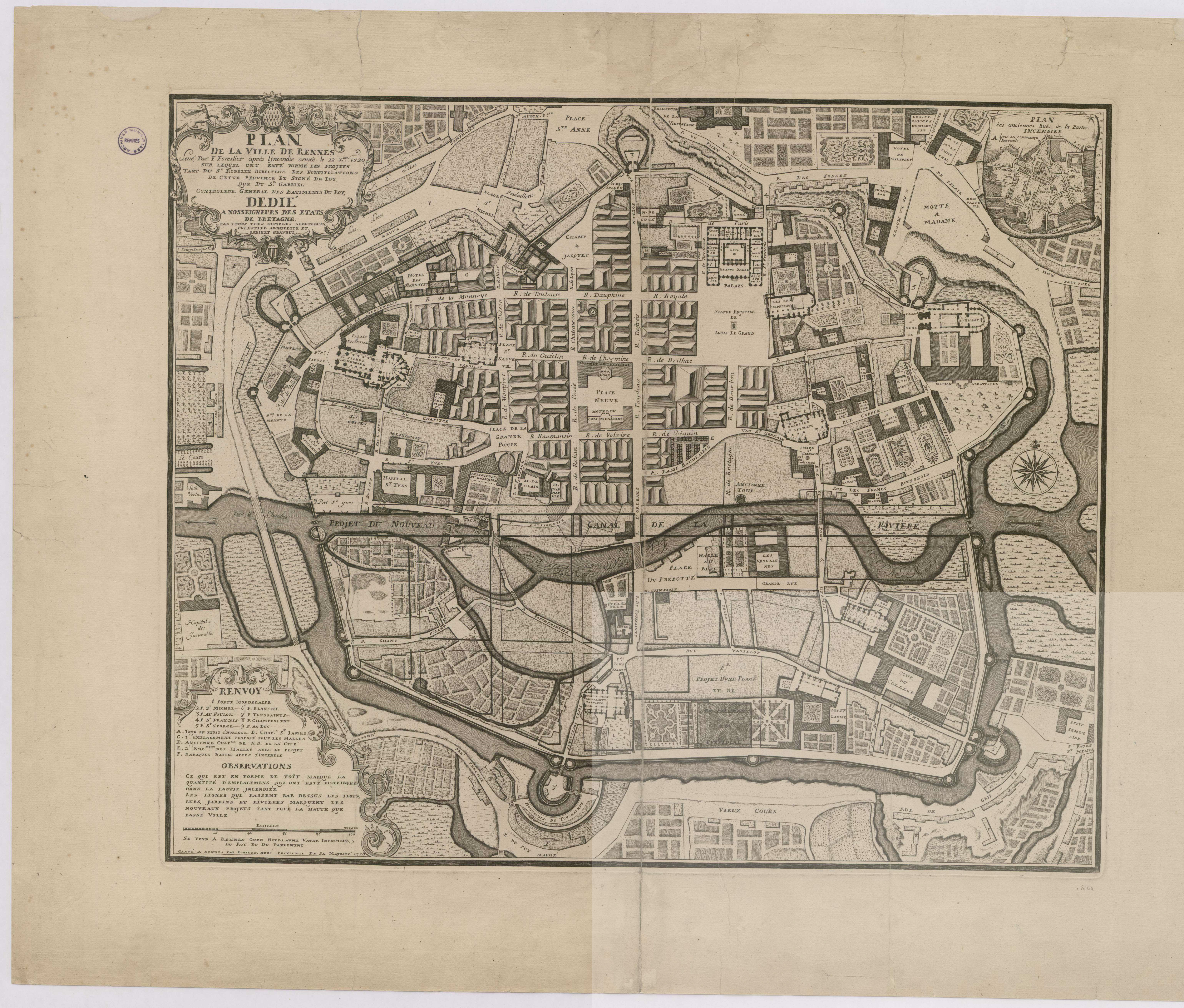
Historischer Stadtplan von Rennes aus dem Jahr 1726

Rennes prosperierte in der Folge durch den anwachsenden Überseehandel, die Tuchproduktion und die Landwirtschaft der Gegend. Unter Ludwig XIV. stiegen dann die Belastungen allerdings stark an und die bislang den Bretonen gewährte Steuerfreiheit auf Salz wurde aufgehoben; es kam auch in Rennes daraufhin 1675 zum Aufstand gegen die Papiersteuer, der blutig niedergeschlagen wurde. Im Jahre 1720 verwüstete ein Feuer große Teile der Stadt. Die heutigen großen Plätze verdanken ihre Gestalt dem Wiederaufbau nach der Katastrophe unter der Leitung des Architekten Joseph Abeille. 1789 zeigten sich zunächst deutliche Sympathien für die Revolution, als diese sich dann aber gegen die Kirche wendete, zeigte sich bei der traditionsverbundenen Bevölkerung (den Chouans) Widerstand, der von der Zentralregierung in Paris niedergeschlagen wurde. Um künftigen Unabhängigkeitsbestrebungen vorzubeugen, wurde daraufhin die Bretagne in fünf Départements aufgeteilt, Rennes wurde Sitz des Départements Ille-et-Vilaine.
1857 erhielt die Stadt einen Eisenbahnanschluss. Hier fand 1899 der Revisionsprozess in der Affaire Dreyfus statt.

### 20. Jahrhundert und Zweiter Weltkrieg

#### Bretonischer Nationalismus: Bombenterror und Kollaboration
Im 20. Jahrhundert erlebte der bretonische Nationalismus eine Erneuerung. Rennes spielte dabei eine wichtige Rolle, denn die Organisationen, die ihn vorantrieben, hatten alle ihren Sitz in der Stadt.
Der bretonische Nationalismus manifestierte sich in kulturellen Initiativen, etwa der Wiederbelebung der bretonischen Sprache, aber auch in gewaltsamen Aktionen.
- Am 7. August 1932 zerstörte ein Bombenangriff das 1911 eingeweihte Denkmal an der Fassade des Rathauses von Rennes. Es zeigte die vor Karl VIII., dem König von Frankreich, kniende Anne de Bretagne und sollte die Vereinigung der Bretagne mit Frankreich symbolisieren. Die Nationalisten der Gwenn ha Du (bretonisch für weiß und schwarz, den Farben der bretonischen Flagge) empfanden Annas kniende Haltung als demütigend und sprengten deshalb das Denkmal, das nie wieder aufgebaut wurde.[6]
- Am 13. April 1936 verübten Aktivisten der Gwenn ha Du Brandanschläge auf die Präfekturen in Rennes, Saint-Brieuc, Quimper und Nantes. Der Anschlag auf die Präfektur in Vannes scheiterte.[6]

Während des Zweiten Weltkriegs kollaborierten Teile der nationalistischen Bewegung offen mit dem Vichy-Regime und den deutschen Besatzern. Das führte seitens der Résistance auch zu Anschlägen gegen Einrichtungen nationalistischer Gruppen.
Die bekannteste Gruppe der mit den Nazis kollaborierenden bretonischen Nationalisten war die Parti National Breton (PNB), die 1939 aufgelöst wurde, worauf ihre Führer nach Deutschland flüchteten. Sie kehrten nach der Niederlage Frankreichs 1940 wieder zurück, um ihre Unabhängigkeitspläne für die Bretagne weiterzuverfolgen. Obwohl Bougeard darauf hinweist, dass die Deutschen derartige Bestrebungen „aus offensichtlichen strategischen Gründen nicht wollten“, konnte die PNB eine antisemitische, antikommunistische und rassistische Zeitung gründen und 1941 mit dem Bagadoù Stourm eine eigene Miliz aufbauen.
Nach Bougeard sei die PNB auf Ablehnung in weiten Kreisen der bretonischen Bevölkerung gestoßen, und die Deutschen hätten im Dezember 1940 bereits eine gemäßigtere Führung innerhalb der Partei durchgesetzt. Doch auch unter der arbeiteten weiterhin Agenten für die Besatzer, und es gab auch massive Bestrebungen, eine kulturelle Hegemonie herzustellen.

„Einige von der PNB stammende und von der deutschen Polizei bezahlte Agenten richteten verheerende Schäden gegen die bretonische Résistance an, ebenso wie das vom Deutschen Herbert Schaad geleitete Kommando in Landerneau. Neben der Unterstützung des PNB gegen die französischen Behörden machten sich die deutschen keltophilen Kreise auch ein sprachliches Anliegen zunutze, insbesondere über den Brester Linguisten Louis Némo-Roparz Hemon, der auf dem von Professor Weisgerber geleiteten Radio Rennes-Bretagne Sendungen auf Bretonisch moderierte, die übrigens aus technischen Gründen in der Unterbretagne kaum zu hören waren. Im Oktober 1941 organisierte Weisgerber in Rennes ein von Roparz Hemon geleitetes Institut celtique de Bretagne (ICB), das die bretonischen Eliten an das Deutsche Reich heranführen sollte.“

Ab 1943 gingen gemäßigte PNB-Kreise allmählich auf Distanz zu den Deutschen. Das führte  Ende des Jahres zur Abspaltung des militanten Flügels, der eine „bretonische Armee“, die Bezen Perrot, aufbaute. „70 bis 80 Männer des Bezen, die in die Waffen-SS integriert wurden und deutsche Uniformen trugen, gingen bis zum Äußersten der militärischen Kollaboration, beteiligten sich an der Zerstörung des Maquis im Sommer 1944, flohen ins Elsass und nach Deutschland und suchten schließlich Zuflucht in Irland.“ Bougeard warnt allerdings davor, die bretonische Geschichte während der Zeit der Besatzung auf die Betrachtung der Aktivitäten der PNB zu reduzieren. „Die Ablehnung der Besatzer, die Anglophilie und der Gaullismus der Bretonen sowie die zahlreichen Engagements in den Forces françaises libres, in Netzwerken und Widerstandsbewegungen sollten jedoch nicht vergessen werden.“

#### Spanische Bürgerkriegsflüchtlinge in Rennes
Wie Quimper wurde auch Rennes 1937 Zufluchtsort für Niños de la Guerra, vorwiegend baskische Kinder und deren Betreuer auf der Flucht aus dem Spanischen Bürgerkrieg. Nach Jean-François Botrel nahm Rennes zwischen Juni und Oktober 1937 mehr als 500 spanische Flüchtlinge auf.:Abschnitt 2 Das erste Kontingent von 105 spanischen Flüchtlingen kam am 8. Juni am Bahnhof Rennes an, dem bald weitere folgten. Untergebracht wurden sie in einem Gebäude in der Rue d’Inkerman, im Château de la Piletière und im Camp de Verdun, das später Teil eines Frontstalags wurde (siehe unten).:Abschnitt 7 Auf das Château de la Piletière findet sich bei Anne Morillon kein Hinweis, dafür erwähnt sie als weitere Unterkunft die Gebäude der stillgelegten Mühle Saint-Cyr.
Während Botrel eher ein Klima der Solidarität und Hilfsbereitschaft gegenüber den Flüchtlingen beschreibt, betont Morillon weniger freundliche Aspekte des Aufenthalts: Versuche der Behörden, politische Propaganda zu verhindern, um Spannungen zwischen den Flüchtlingen zu vermeiden, da diese auch unterschiedlichen politischen Richtungen angehörten, Kontrollen, um gesundheitlichen Problemen entgegenzuwirken, ständige Bewachung der Unterkünfte. Grundsätzlich änderte sich die Situation dann mit dem Herbstbeginn 1937. Spanische Flüchtlinge, deren Aufenthaltskosten von den Gemeinden oder dem französischen Staat getragen wurden, wurden aufgefordert, nach Spanien zurückzukehren. Am 6. Oktober stellte das französische Innenministerium in dem Zusammenhang klar, dass es sich nicht um eine Zurückweisung der Flüchtlinge handele, sondern um deren Rückführung, die zudem im Einvernehmen mit dem spanischen Ministerpräsident Juan Negrín erfolge.:Abschnitt 37
Für Rennes sind bereits vor dem Beginn der offiziellen Rückführungsaktion einige Fälle von freiwilliger oder auf Druck erfolgter Abreisen spanischer Flüchtlinge dokumentiert, und am 2. Oktober 1937, kurz vor der Einführung des Rückführungssystems, gab es in Ille-et-Vilaine nur noch 632 „bedürftige Flüchtlinge“ (256 Frauen und 362 Kinder).:Abschnitt 38 Ihnen wurde die Wahl gelassen, ob sie in die von den Franco-Truppen besetzten Gebiete oder in republikanische Landesteile ausreisen wollten. Aus Ille-et-Vilaine entschieden sich 179 Flüchtlinge für die Franco-Option, 416 für die republikanische. Für Franco entschieden sich in Rennes 19 Personen aus der Unterkunft in der Rue d’Inkerman.:Abschnitt 41 Die Abreise der Spanier erfolgte am 7. Oktober 1937. Ende 1937 befanden sich in Ille-et-Vilaine nur noch 27 spanische Flüchtlinge mit ihren Familien.:Abschnitt 44, 45
Es war nur ein vorübergehendes Verschwinden spanischer Flüchtlinge aus Rennes und Ille-et-Vilaine, denn mit dem Vormarsch der Franco-Truppen, deren endgültigem Sieg und der nachfolgenden Retirada kamen erneut viele spanische Flüchtlinge in die Region. In der katholischen Bretagne, in der die Mehrheit der Rathäuser rechtsgerichtet war, waren 1939 nur linksgerichtete Bürgermeister bereit, Unterkünfte zur Verfügung zu stellen.

„In Saint-Brieuc wurden die Flüchtlinge in einer stillgelegten Fabrik in der Rue de Gouédic untergebracht, mit den Maschinen in der Mitte. Es gibt weder ein Bad noch eine Toilette für 300 Personen! Das war das schäbigste Lager, zusammen mit dem Lager Verdun in Rennes und dem Lager Belle-Île-en-Mer, das bis zu 800 Flüchtlinge aufnahm, die anderswo abgewiesen wurden. Einige Kleinstädte wie Plélo stellten stattdessen leerstehende Arbeiterhäuser zur Verfügung. 1939 standen die Franzosen vor dem Krieg und jeder hatte sein eigenes Elend. Eine Minderheit von Linken und Katholiken hilft den Flüchtlingen, eine andere Minderheit hasst sie. Die Mehrheit schweigt. Ein bisschen wie heute...“

Über das genaue Schicksal der spanischen Bürgerkriegsflüchtlinge in Rennes ab 1939 ist aus verifizierbaren Quellen bislang wenig bekannt.

#### Rennes im Zweiten Weltkrieg
Die oben skizzierte Geschichte der mit den Nazis kollaborierenden bretonischen Nationalisten betrifft nur einen Teil dessen, was sich in Rennes während des Zweiten Weltkriegs abspielte. Im Zuge des Vormarsches der deutschen Wehrmacht im Westfeldzug kam es im Mai 1940 in Rennes zu einem massiven Zustrom von Flüchtlingen aus Belgien und Nordfrankreich. Das Département Ille-et-Vilaine musste im Juni 1940 fast 140.000 Flüchtlinge aufnehmen und dafür öffentliche Räume und Kasernen zur Verfügung stellen.
Am 17. Juni 1940 bombardierten drei Flugzeuge der deutschen Luftwaffe auf dem Rangierbahnhof von Rennes einen Munitionszug. Durch die Explosionen wurden mehr als 1.600 Menschen getötet. Einen Tag später wurde Rennes von den Deutschen besetzt.
Nach der Besetzung entstanden in Rennes mehrere Gefangenenlager, und die Stadt wurde zu einem der größten Frontstalags in Frankreich, in dem vorwiegend französische Kolonialsoldaten interniert wurden.
Nach Ansicht der Historikerin Armelle Mabon waren in Rennes zwischen 1940 und 1944 etwa 12.000 Kolonialsoldaten untergebracht. Sie verteilten sich auf mehrere Lager, die im Laufe der Besatzung und unter dem Vichy-Regime auch noch zur Unterbringung weiterer Gefangenengruppen benutzt wurden. Georges Guitton nennt an erster Stelle die beiden Frontstalags 133 und 127. Diese waren über mehrere Lager in der Stadt verteilt:
- Camp des Sports, auch Parc des Sports genannt, an der Rue de Lorient.
- Camp de la Marne an der Rue de Redon. Dieses Lager verfügte über eine Kapazität für 1.700 Gefangene und diente nach der Befreiung als Internierungslager für 50.000 deutsche Kriegsgefangene.[15] Die AJPN nennt im Zusammenhang mit diesem Camp auch noch das Camp de Verdun.[14]
- Camp des Guines, eine Artilleriekaserne am Boulevard de Guines.
- Camp Margueritte am Rande der gleichnamigen Kaserne.
- Ein Lazarett in der Ecole primaire supérieure.

Auch wenn Guitton davon ausgeht, dass die Geschichte der internierten Kolonialsoldaten weitgehend in Vergessenheit geraten ist, gibt es über einige Internierungslager in Rennes inzwischen doch weiterführende Informationen.

##### Camp Margueritte und Prison Jacques Cartier
Das Camp Margueritte wurde im Sommer 1940 von den deutschen Besatzungsbehörden errichtet, um dort sogenannte Verwaltungs-Internierte unterzubringen. Laut AJPN war das Camp eine Dependance des Prison Jacques Cartier und konnte in 18 Baracken 1.900 Personen beherbergen, vorwiegend politische Gefangene und Widerstandskämpfer.
Nach Schilt und Holecamp endete die erste Phase des Camp Margueritte am 3. August 1944, nachdem die meisten der Gefangenen nach Deutschland deportiert worden waren. Nach der Befreiung von Rennes begann dann im August 1944 die zweite Lagerphase. Camp Margueritte wurde nun für die Unterbringung von Personen genutzt, die der Kollaboration verdächtigt wurden. Ab Januar 1945 wurden dann deutsche Kriegsgefangene im Camp interniert, bevor dann ab Juni 1945 Menschen aus amerikanischen DP-Lagern nach hier verlegt wurden. (Displaced Persons) kamen. Endgültig geschlossen wurde Camp Margueritte am 28. Februar 1946.
Das Prison Jacques Cartier, auch bekannt als Maison Centrale, dessen Dependance das Camp Margueritte war, war Internierungsort für etwa 300 weibliche politische Gefangene. Im April und Mai 1944 wurden 245 von ihnen in drei Konvois in das Internierungslager Fort de Romainville gebracht und anschließend nach Ravensbrück deportiert. Das Prison Jacques Cartier selber wurde am 4. August 1944 von den US-Streitkräften befreit.

##### Das Internierungslager für Sinti und Roma
Am 6. April 1940 verfügte Albert Lebrun, der Präsident der Französischen Republik, in einem Dekret die Isolierung von Nomaden an besonderen Orten unter Polizeiaufsicht. Begründet wurde dies mit einem angeblichen Risiko, das in Kriegszeiten von „Nomaden“ ausgehe. Im Zuge des Vorrückens der deutschen Wehrmacht kam es in der zweiten Hälfte des Jahres 1940 zur Zwangsvertreibung der Sinti und Roma aus dem Elsass, und am 4. Oktober 1940 ordnete der Oberbefehlshaber des Heeres schließlich die zwangsweise „Überführung“ von Sinti und Roma in „Sammellager“ an.
In der Folge der Anordnung der deutschen Heeresleitung wurde von der Präfektur am 2. November 1940 an der Ecke Rue Le Guen de Kerangal/Boulevard Albert 1er ein Lager für Roma und Sinti eröffnet, das unter der Leitung der Polizei von Rennes stand. Von Oktober 1941 bis etwa Dezember 1942 wurden hier zusätzlich auch Verwaltungs-Internierte untergebracht, bevor das Lager dann wieder ausschließlich Romas vorbehalten blieb.
Das Lager war für bis zu 250 Personen ausgelegt, jedoch nie so hoch belegt. Nach Schilt und Holekamp befanden sich im Januar 1942 209 Personen im Lager, darunter 186 Roma. Bis Januar 1944 sank die Zahl der Lagerinsassen auf 130 und stieg im Juli 1944 auf 145. Während der gesamten Zeit der Existenz des Lagers gab es regelmäßige Transfers in die größeren Roma-Lager in Moisdon-la-Rivière, Montreuil-Bellay und Jargeau.
Das Camp befand sich auf einem etwa 100 Meter langen und 90 Meter breiten sowie von Stacheldraht umgebenen Gelände, auf dem zwei große Baracken standen. Zusätzlich war Platz für Wohnwagen vorhanden, die einigen Internierten als Unterkunft dienten. Eine weitere Unterteilung, ebenfalls durch Stacheldraht abgetrennt, umfasste den für die Verwaltungs-Internierten reservierten Bereich. Das Lager war Tag und Nacht von bewaffneten Kräften bewacht.
Der „Commissaire de Police“ von Rennes teilte am 5. Januar 1945 einem nicht benannten Empfänger mit: „Ich habe die Ehre, Ihnen mitzuteilen, dass es im Lager am Boulevard Albert 1er keine Nomaden mehr gibt. Das Lager wird derzeit von Russen bewohnt.“
Das Lager wurde später in eine Notunterkunft für mittellose Familien umgewandelt, bevor es in den Jahren 1968 bis 1970 abgerissen und durch Neubauten ersetzt wurde. Im Mai 2013 wurde in der Nachbarschaft des ehemaligen Camps, in der Rue Louis et René Moine 12, seitens der Stadt eine Gedenktafel enthüllt, die an die Internierung der Sinti- und Roma-Familien in Rennes erinnern soll.

##### Die Befreiung Rennes’ von der Nazi-Herrschaft
Ab 1943 vermehrten sich die Bombenangriffe der Alliierten und verursachten zahlreiche Opfer und sehr erhebliche Schäden. 1944 wurden die Bombenangriffe fortgesetzt und abermals Hunderte von Menschen getötet. Die Angriffe standen meist im Zusammenhang mit der Landung der Alliierten am 6. Juni und zielten vor allem auf die Kommunikations- und Transportwege der Deutschen ab.
Am 31. Juli 1944 durchbrachen die alliierten Truppen die deutschen Verteidigungsanlagen bei Avranches und marschierten in die Bretagne ein. Am Nachmittag des 1. August 1944 näherte sich eine amerikanische Panzerdivision Rennes, marschierte jedoch noch nicht in die Stadt ein. Zweieinhalb Tage blieben die Amerikaner vor den Toren der Stadt in Wartestellung. Diese Zeitspanne nutzten die lokalen Widerstandsgruppen, um die Stadt unter ihre Kontrolle zu bringen. Étienne Maignen weist allerdings darauf hin, dass die Résistance in Rennes nicht ausreichend ausgerüstet war und zudem eine gaullistische Agenda verfolgte, die darauf abzielte, dass die Stadt weder in die Hände der Amerikaner fiel noch unter den Einfluss von Kommunisten. Rennes als eine der ersten vor der Befreiung stehenden französischen Großstädte sollte den Amerikanern demonstrieren, dass Frankreich aus eigener Kraft eine Verwaltung aufbauen und die Schalthebel der Macht beherrschen konnte.
Noch aber lag die Macht in der Stadt in den Händen der Besatzer, und diese nutzten die Angriffspause der Amerikaner, um zwei Deportationszüge mit Gefangenen auf den Weg zu bringen. In der Nacht vom 1. auf den 2. August wurde eine lange Kolonne von Häftlingen aus dem Camp Margueritte und dem Prison Jacques Cartier auf ein Bahngelände im Viertel La Courrouze gebracht, wo ein aus Viehwaggons bestehender Güterzug auf sie wartete, der Rennes in der folgenden Nacht (2. auf 3. August) verließ. Er transportierte mehrere Hundert Widerstandskämpfer, Geiseln, Soldaten der französischen Kolonialtruppen, von den Deutschen gefangengenommene alliierte Soldaten sowie meuternde deutsche Soldaten und ging als Train de Langeais in die Geschichte ein.

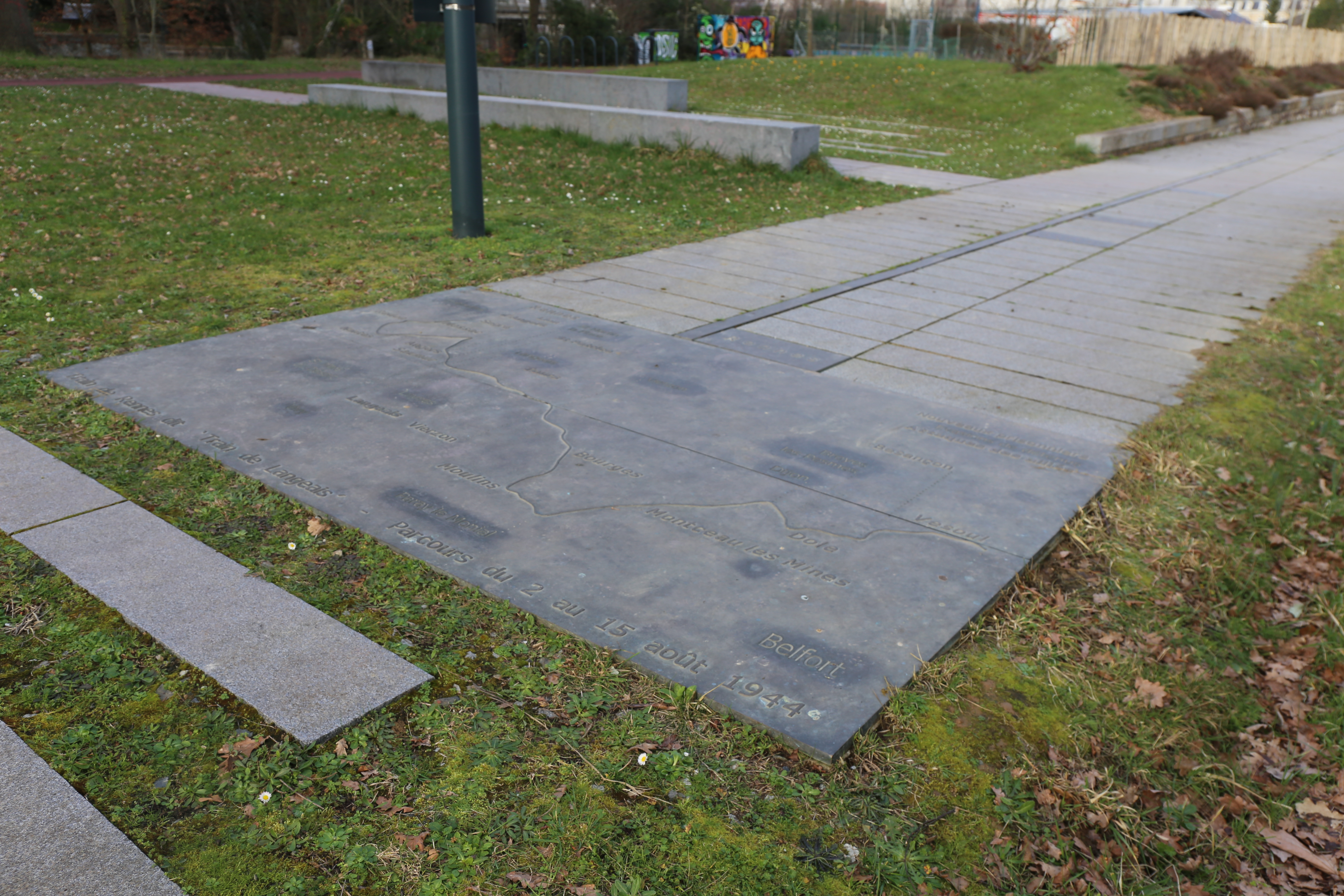
Der Quai de Déportés

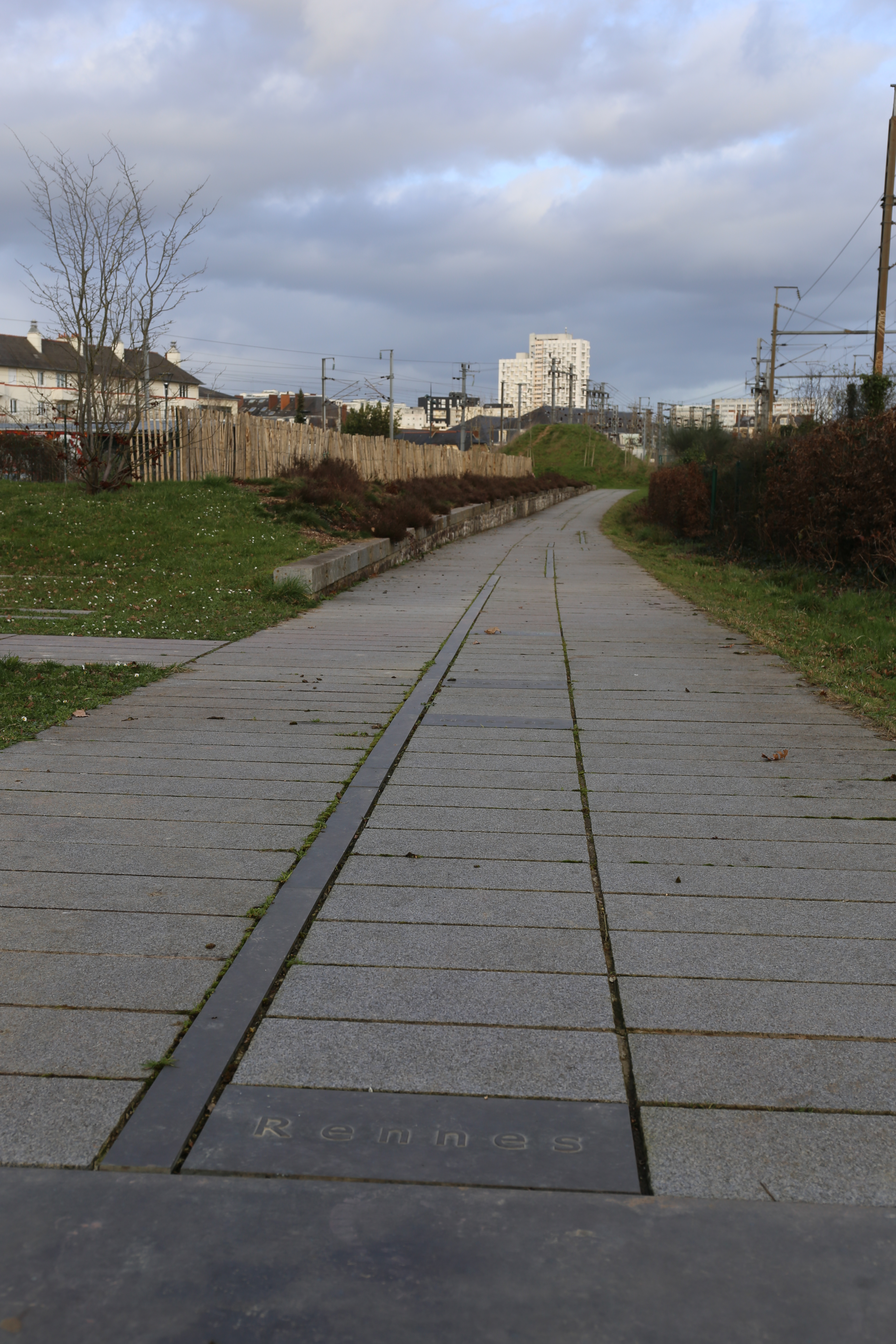
Der Quai de Déportés

Vermutlich wegen eines Bombenangriffs der englischen Luftwaffe auf die Bahnstrecke zwischen dem Bahnhof von Rennes und La Courruze startete ein weiterer Deportationszug in der Nacht vom 3. auf den 4. August von dem etwas außerhalb liegenden La Prevalaye aus. In Le Lion-d’Angers wurden die beiden Züge vereint und setzten als ein Zug ihre Reise in Richtung Deutschland fort. Unterwegs wurden weitere Häftlinge zugeladen, aber es kam auch zu Fluchten, so am 6. August in der Stadt Langeais und am 15. August in Belfort. Hier konnten dank der Unterstützung des Elsässers Charles Schlagdenhaufen 241 Häftlinge, darunter 70 Frauen, fliehen.
Ob diese Deportationen hätten verhindert werden können, ist eine offene Frage. Maignen schließt das für den ersten Zug aus, weist aber darauf hin, dass die Einwohner von Rennes, insbesondere die Beamten der Gefängnisverwaltung, bei der zweiten Deportation informiert waren, niemand aber etwas dagegen unternommen habe. Später sei das damit entschuldigt worden, dass die Widerstandsgruppen zu schwach für einen Eingriff gewesen seien. Maignen stellt das nicht völlig in Abrede, „denn der Maquis in der Umgebung von Rennes war von den Deutschen, den Milizen und dem Bezen Perrot […] stark geschwächt worden“.
Während Rennes am 4. August 1944 befreit wurde, endete die Deportation der 1.500 bis 2.000 Männer und Frauen aus dem Train de Langeais nach etwa vier Wochen in deutschen Konzentrationslagern: Natzweiller, Neuengamme, Dachau und Ravensbrück. Wie viele überlebten, ist nicht genau bekannt; es ist von 350 Menschen die Rede, die nicht zurückkehrten, oder auch davon, dass die meisten Gefangenen umkamen.
Zur Erinnerung an den Train de Langeais wurde am 2. August 2015 in der Rue Jules Verne in La Courrouze der Quai de Déportés eingeweiht. (Lage) Es handelt sich um einen 130 Meter langen Weg aus Granit, der den ehemaligen Bahnsteig symbolisiert. Er wird von einer Linie aus Bronze durchzogen, an die 29 Tafeln angedockt sind, die den Namen der Orte tragen, die für die Zugpassagiere während ihrer Fahrt von Bedeutung waren.

### Rennes seit dem Ende des Zweiten Weltkriegs
Nach dem Krieg bemühte man sich, die lange vernachlässigte Region zu fördern, so wurde in Rennes eine Automobilfabrik gebaut. Als Symbol für die kulturelle Eigenständigkeit der Bretonen kann gelten, dass seit 1985 die Straßenschilder zweisprachig sind, auch wenn französisch weiterhin Amtssprache ist und im Osten der Bretagne um Rennes das Bretonische weniger verbreitet ist als im Westen. Die traditionelle Sprache der Region von Rennes ist vielmehr das Gallo, ein galloromanischer Dialekt. Schlagzeilen machte schließlich der Brand des alten Parlamentsgebäudes von Rennes im Jahr 1994.

## Bevölkerungsentwicklung
| Jahr                       | 1962    | 1968    | 1975    | 1982    | 1990    | 1999    | 2011    | 2017    |
| Einwohner                  | 151.948 | 180.943 | 198.305 | 194.656 | 197.536 | 206.229 | 208.033 | 216.815 |
| Quellen: Cassini und INSEE |         |         |         |         |         |         |         |         |

## Wissenschaft und Bildung

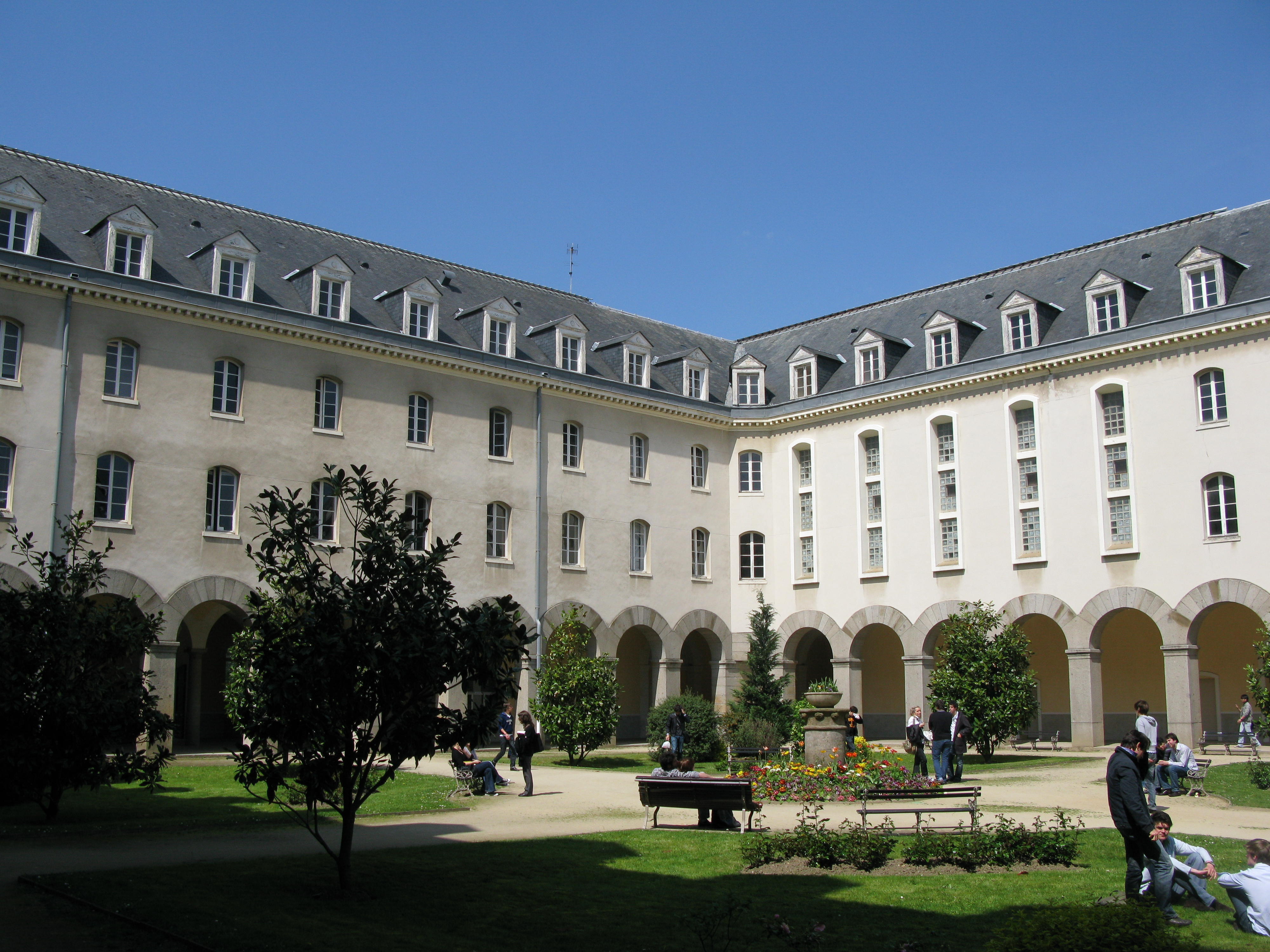
Universität Rennes 1, Fakultät für Wirtschaftswissenschaften

Rennes hat zwei Universitäten, aber auch weitere Hochschulen betreiben einen Campus in Rennes:
- CentraleSupélec, eine grande école
- École supérieure d’électricité: Strom
- École pour l’informatique et les techniques avancées: Informatik
- Universität Rennes 1: Naturwissenschaften (Biologie, Chemie, Physik, Mathematik, Geologie) Medizin und Philosophie
- Universität Rennes 2: Geisteswissenschaften, Sprachen, Literatur
- Paris School of Business: Verwaltung
- Sciences Po Rennes: Politik und Wirtschaft

Rennes ist zudem Sitz der ESC Rennes School of Business, die zu den weltweit besten Wirtschaftshochschulen zählt.
Rennes ist auch ein Zentrum der Cyber Security Forschung in Frankreich. Das französische Militär unterhält hier das Groupement de cyberdéfense des Armées (Cyber Defense Group der Streitkräfte), mehrere große französische Konzerne wie Thales, Airbus, Orange und EDF betreiben ähnliche Einrichtungen. Insgesamt arbeiten ca. 8000 Menschen in dieser Branche in Rennes und Umgebung, Stand 2022.
Weiterhin gibt es mehrere „Ecoles nationales“ in Rennes, zum Beispiel die ENSCR (École nationale supérieure de chimie de Rennes) sowie das „Conservatoire de Region de Rennes“, das in Musik, Tanz und Theater ausbildet. Die große Zahl an Studenten (rund 63.000, die achtgrößte Stadt in Frankreich) bestimmt den Alltag der Stadt. Gleichzeitig finden zahlreiche Festivals (wie das Musikfestival Les Transmusicales, Les tombées de la nuit, Mythos sowie Rock and Solex, das erste Studentenfestival des Landes) statt, die über die Grenzen Frankreichs hinaus bekannt sind.
Der Asteroid (6190) Rennes ist nach der Stadt benannt.

## Kultur

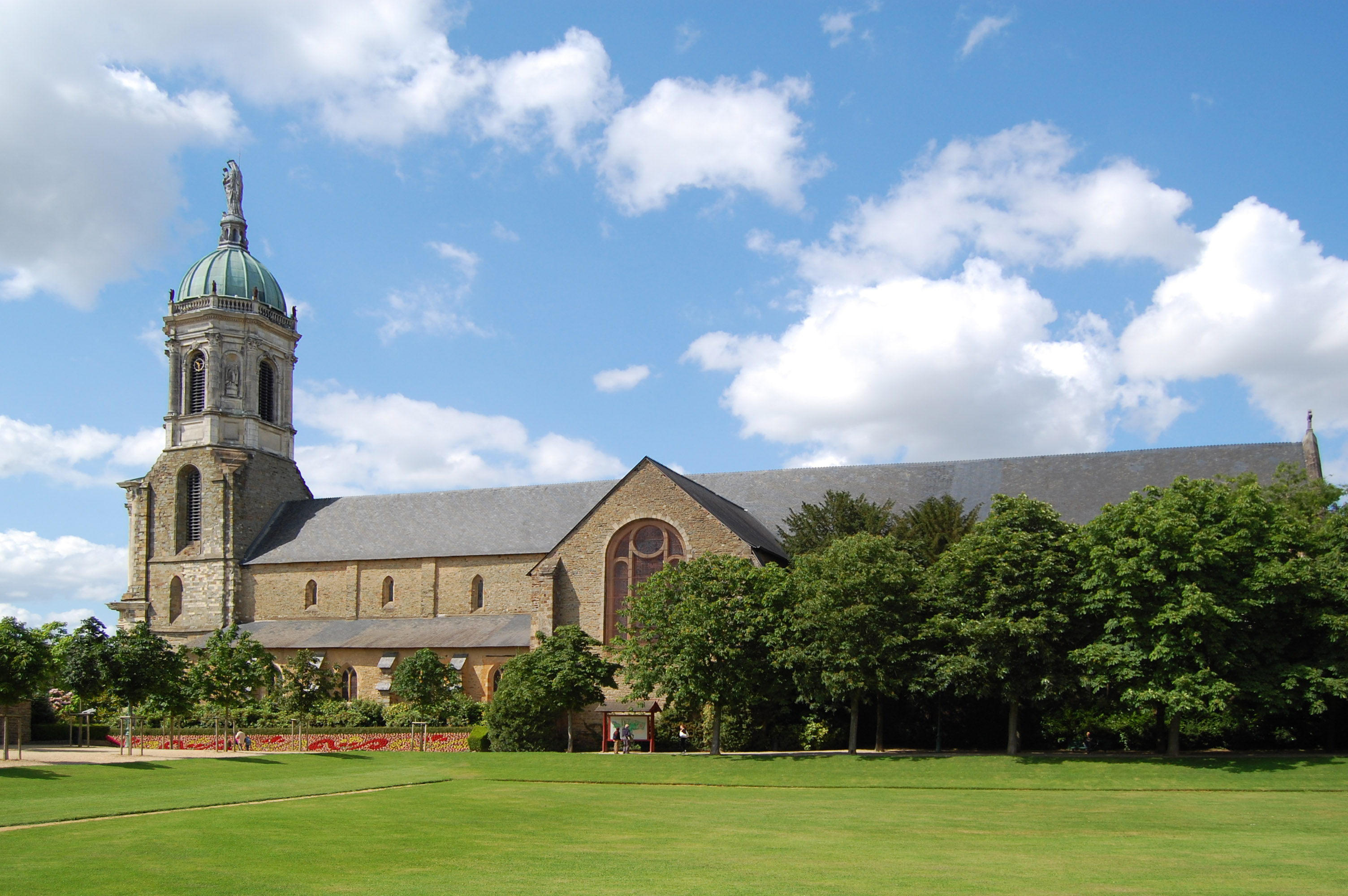
Kirche Notre-Dame-en-Saint-Melaine

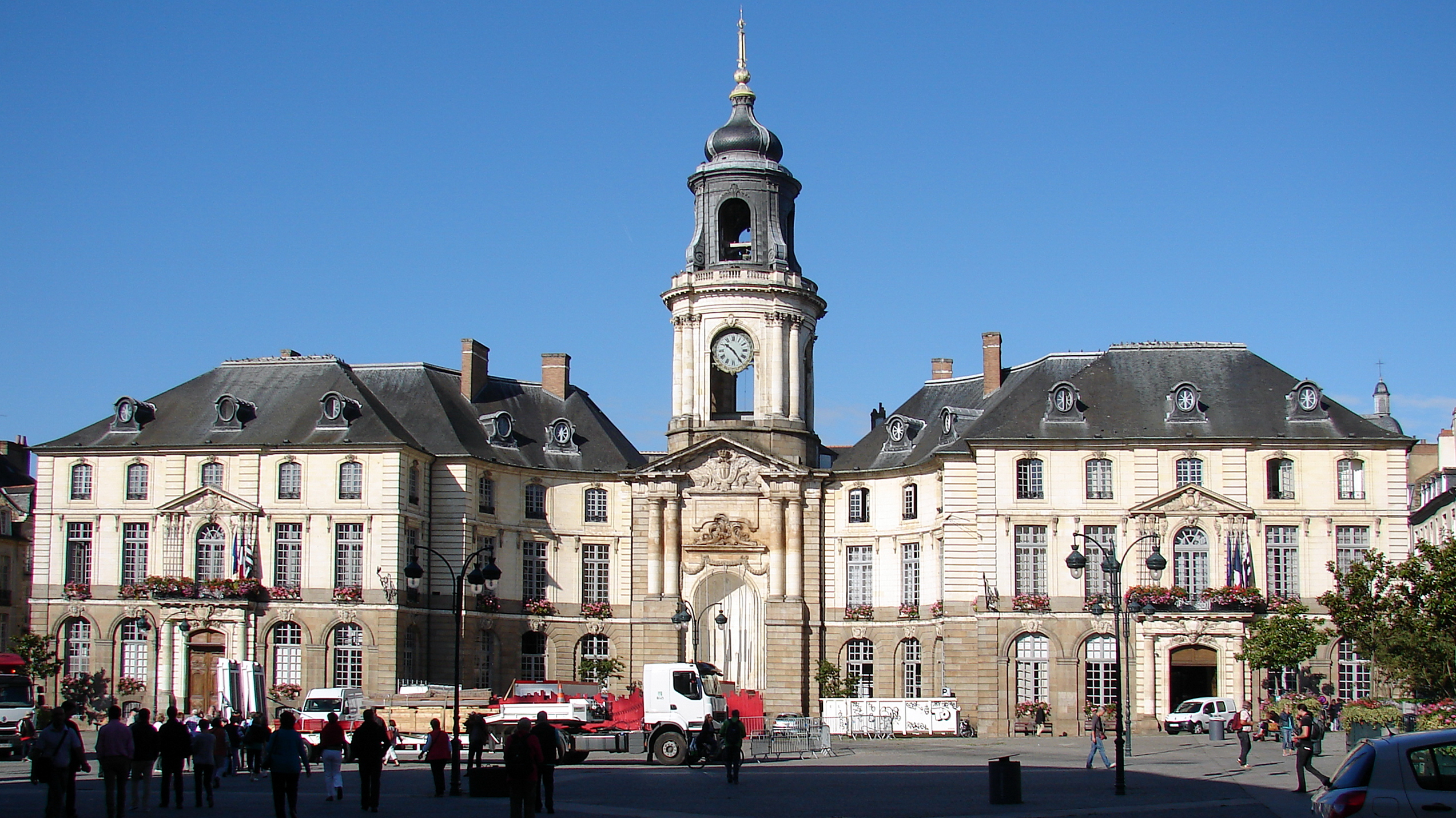
Mairie (Rathaus) von Rennes

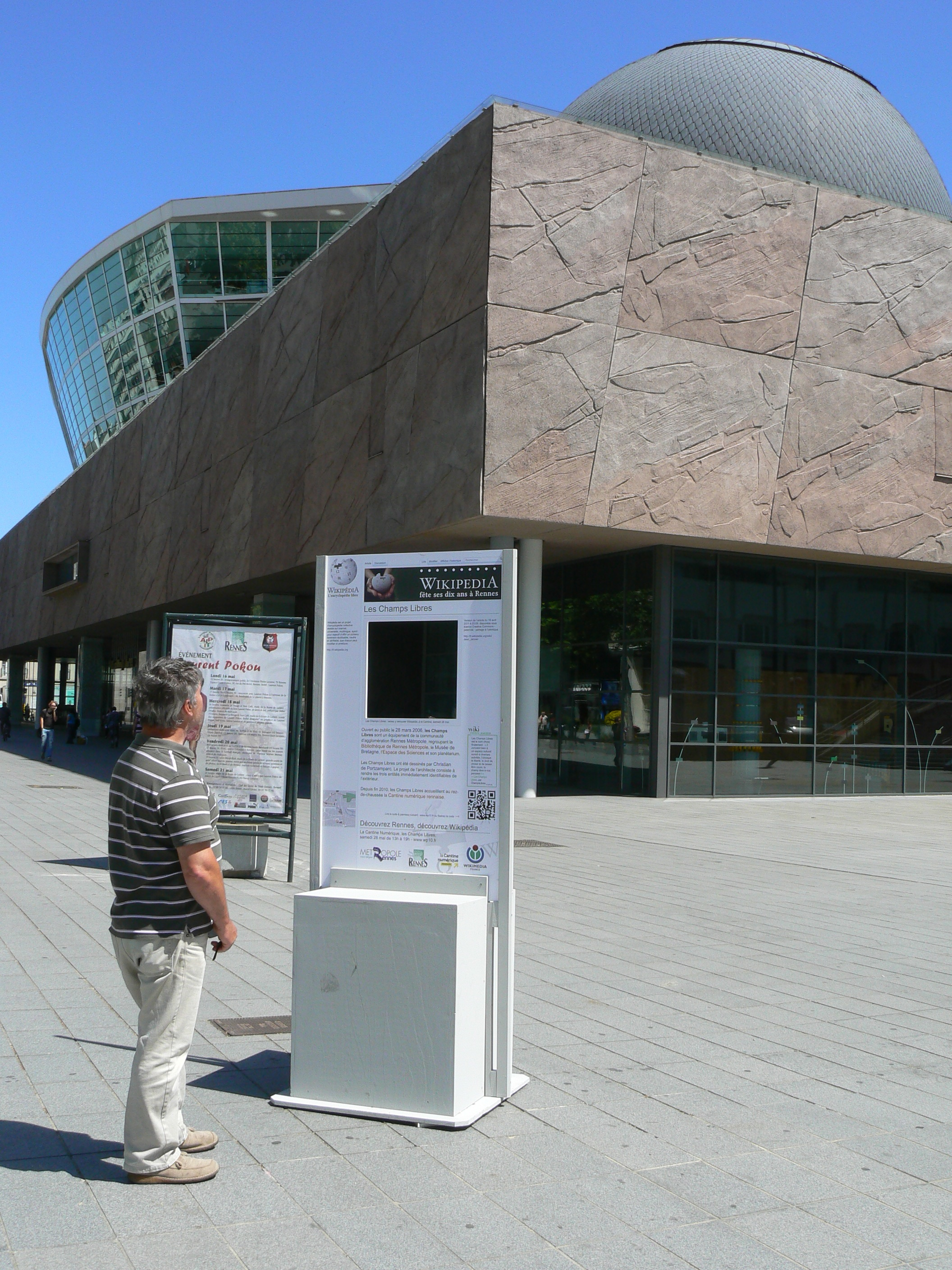
Les Champs Libres

Rennes hat eine Oper, ist Sitz des Théâtre National de Bretagne und des „Centre choréographique national de Rennes et de Bretagne“ sowie des „Orchestre de Bretagne“. Außerdem gibt es ein Kunstmuseum, das Bilder aus praktisch allen Epochen zeigt. Vielfältige Kultureinrichtungen in den einzelnen Stadtvierteln runden das Kulturangebot ab.

### Sehenswürdigkeiten
Siehe auch: Liste der Monuments historiques in Rennes
Rennes wartet mit einer ganzen Reihe von Sehenswürdigkeiten aus allen Epochen der Stadtgeschichte auf:
- Palais du Commerce
- Halles centrales
- Piscine Saint-Georges

An der Place des Lices:
- Les Halles Martenot (19. Jahrhundert) von Jean-Baptiste Martenot (1828–1906)
- Porte Mordelaise (oder Portes Mordelaises, 15. Jahrhundert), ein kleines Stadtschloss mit zwei Türmen und Zugbrücke
- Tour Duchesne (15. Jahrhundert)
- Reste der alten Stadtmauer (3. Jahrhundert)
- Befestigungen des 15. Jahrhunderts

An der Place St. Anne:
- Kirche Saint-Aubin
- Altes Hospiz (14. Jahrhundert)
- Jakobinerkonvent

An der Rue Saint-Melaine:
- Benediktinerkloster Saint-Melaine mit Kirche Notre-Dame-en-Saint-Melaine
- Jardin du Thabor (frz. Garten mit Orangerie, Rosengarten und Volière)

An der Rue Saint-Georges
- Palais Saint-Georges mit Park

An der Place de la Mairie (Plasenn Ti Ker):
- Mairie (Rathaus)
- Opernhaus

Südlich der Vilaine:
- Musée des Beaux-Arts (Museum der Schönen Künste)
- Les Champs Libres: Bretagne-Museum, Bibliothek und Wissenschaftszentrum

### Parlament

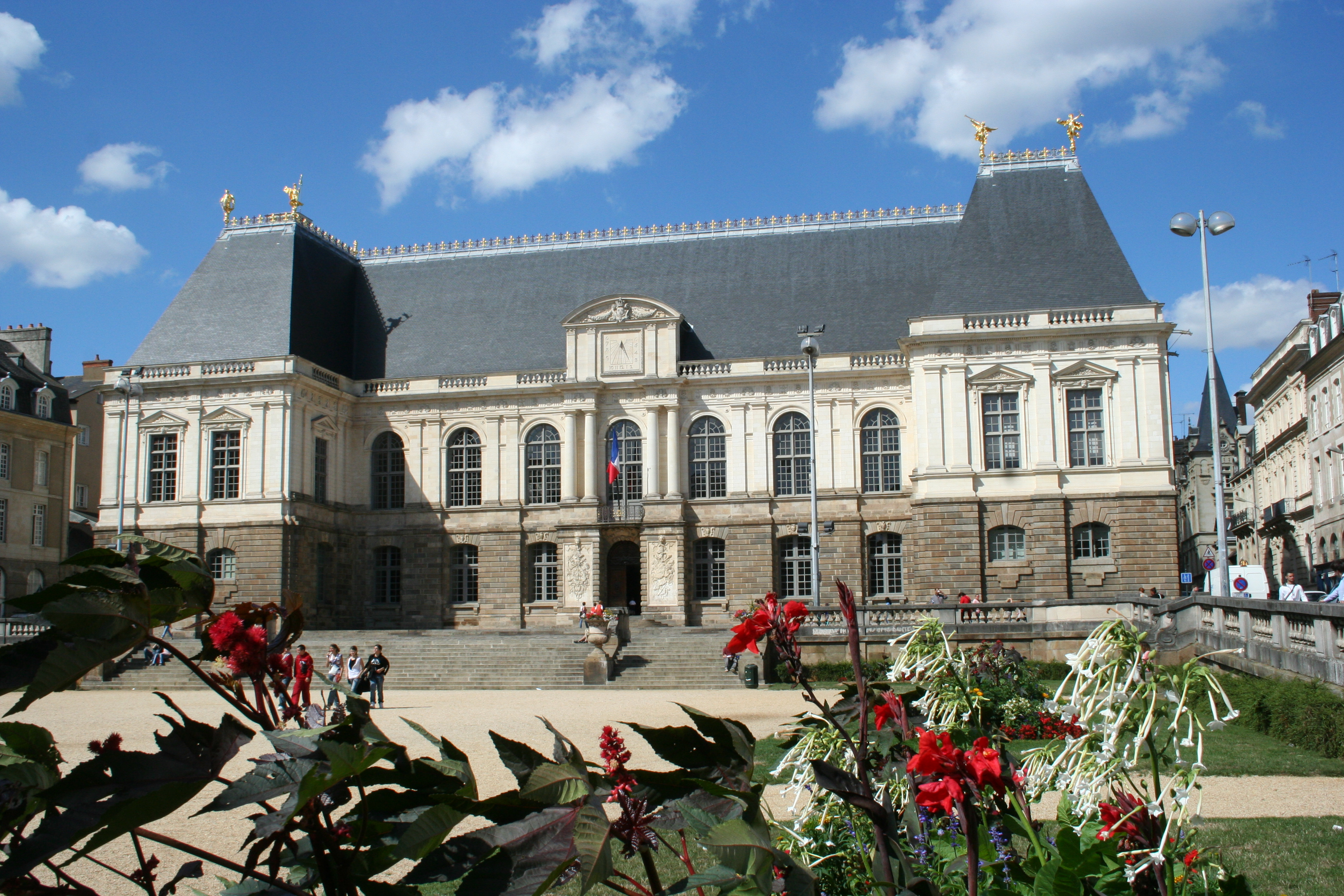
Parlament

Das Palais du parlement de Bretagne liegt im Zentrum der Stadt. Es wurde zwischen 1618 und 1655 durch den Architekten Salomon de Brosse errichtet. Der Bau wurde mit Hilfe der königlichen Weinsteuer finanziert. Es war der höchste Ort der königlichen Justiz in der Provinz Bretagne. 1675 wurde das Parlament (die Richter) nach dem „Papier-Timbré“-Aufstand nach Vannes geschickt, um die dortigen Ansprüche zu befriedigen. Die Stadt Rennes verlor an Macht und wurde ökonomisch schwach. Die Comtesse de Sévigné erklärte: „Ohne Parlament ist Rennes nicht wertvoller als Vitré.“ Die Offiziere kamen 1690 auf königlichen Befehl zurück.
1720 verwüstete ein Brand die ganze Stadt. Glücklicherweise wurde nur ein Teil des Parlamentsdachs beschädigt. Bei der Neugestaltung des Vorplatzes als „Place de Louis le Grand“ 1726 durch Jacques V Gabriel (Vater von Ange-Jacques Gabriel) wurde die Südfassade des Gebäudes umgestaltet; die Terrasse und die Freitreppe entfielen. Auf dem Platz wurde ein Reiterbild von Ludwig XIV. aus Bronze aufgestellt. Die Umgestaltung zur „Place Royale“ machte deutlich, dass das Parlament ein königlicher Machtort war. 1994 brannte das Parlamentsgebäude, wurde erheblich beschädigt und in zehn Jahren wiederaufgebaut. Das Parlament ist heute noch der höchste Gerichtshof der Region.

## Verkehr
Die Verkehrsanbindungen sind gut, mit einem autobahnmäßig ausgebauten Straßenring ist die Stadt mit dem Auto gut zu erreichen.

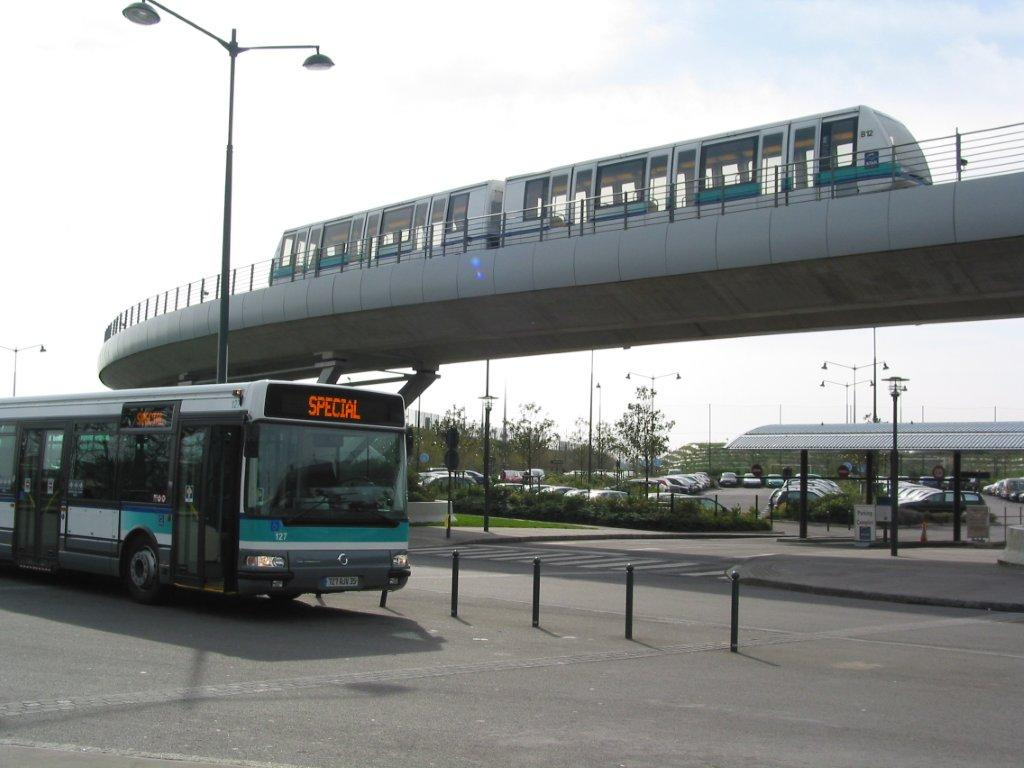
Bussystem und eine vollautomatische U-Bahn

Der Bahnhof Rennes, welcher auch von TGV-Zügen bedient wird, ist in zwei Stunden von Paris aus erreichbar. Der TGV Atlantique führt von Paris in die Finistère-Städte Quimper und Brest. Es bestehen außerdem mehrere Zuglinien im Nahverkehr, die Rennes mit, unter anderem, Vitré, Nantes (über Messac-Guipry), Châteaubriant, Montreuil-sur-Ille, Saint-Brieuc und Dinan / Saint-Malo verbinden. Mit der LGV Bretagne-Pays de la Loire, welche am 1. Juli 2017 in Betrieb ging, braucht der TGV nach Paris nur noch 1 h 27 min.
Der öffentliche Nahverkehr wird durch ein gut ausgebautes Bussystem und eine vollautomatische U-Bahn mit zwei Linien durchgeführt. 2002 wurde die Linie a eröffnet. Am 20. September 2022 folgte die Eröffnung einer zweiten Linie (Linie b), sodass Rennes über ein U-Bahn-Streckennetz von insgesamt 23,5 km verfügt. Seit März 2006 besteht die für Frankreich unübliche Möglichkeit, Züge und städtischen Nahverkehr mit einem einzigen Ticket (KorriGo) zu benutzen. Seit dem 1. Dezember 2020 ist die Benutzung der öffentlichen Verkehrsmittel in Rennes für Personen unter 12 Jahren kostenlos.
Südwestlich der Stadt befindet sich der Flughafen Rennes. Die Wasserwege sind heute nur noch von touristischer Bedeutung. Sie umfassen die Vilaine, die von Rennes bis zu ihrer Mündung an der Südküste der Bretagne schiffbar ist, und den Canal d’Ille-et-Rance, der von Rennes an die Nordküste der Bretagne führt und bei Saint-Malo in den Ärmelkanal mündet.

## Industrie

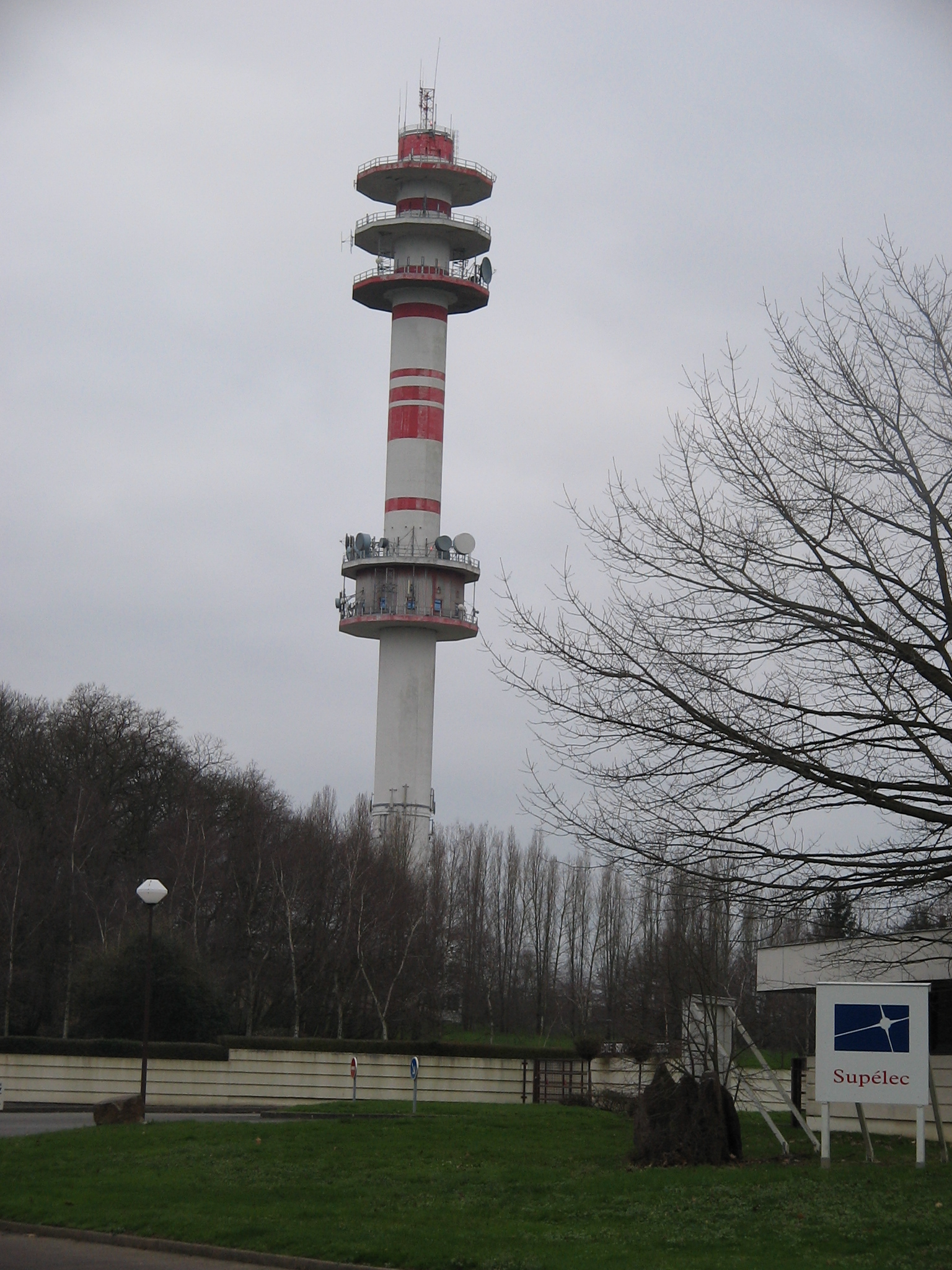
Rennes Atalante: Sendeturm

Neben der Produktion von Kraftfahrzeugen der Firma PSA (Modelle Citroën C5 und Peugeot 508 I) – das 1961 eingeweihte Werk befindet sich im Vorort Chartres de Bretagne, unmittelbar neben dem Flughafen Saint-Jacques-de-la-Lande – stellt der Bereich der Telekommunikation den bedeutendsten Wirtschaftszweig der Stadt dar. In Rennes befindet sich die Hauptredaktion von Ouest-France, der auflagenstärksten Zeitung Frankreichs.

## Bürgermeister
Die Bürgermeisterin Nathalie Appéré (PS) ist seit 2014 im Amt. Ihre Vorgänger waren Daniel Delaveau (2008–2014, PS), Edmond Hervé (1977–2008, PS), Henri Fréville (1953–1977, MRP) und Yves Milon (1945–1947, 1947–1953, RPF).

## Sonstige Einrichtungen
In der gut 30 km südsüdöstlich gelegenen Gemeinde Thourie befindet sich der Sender Thourie.

## Städtepartnerschaften
- Erlangen, Deutschland, seit 1964
- Exeter, Vereinigtes Königreich, seit 1957
- Rochester, Vereinigte Staaten, seit 1958
- Brünn (Brno), Tschechien, seit 1965
- Sendai, Japan, seit 1967
- Löwen (Leuven), Belgien, seit 1980
- Cork, Irland, seit 1982
- Sétif, Algerien, seit 1982
- Jinan, Shandong, Volksrepublik China, seit 1985 (die Provinz Shandong hat eine Partnerschaft mit der Region Bretagne)
- Almaty, Kasachstan, seit 1991
- Posen (Poznań), Polen, seit 1998
- Hermannstadt (Sibiu), Rumänien, seit 1999

## Literatur

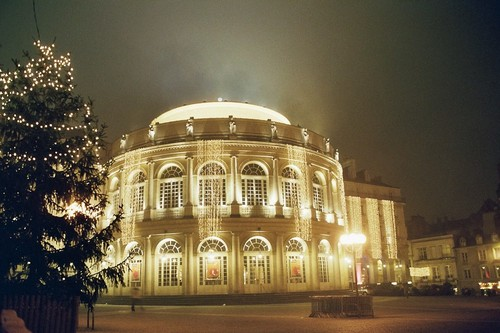
Oper
Palais Saint-Georges
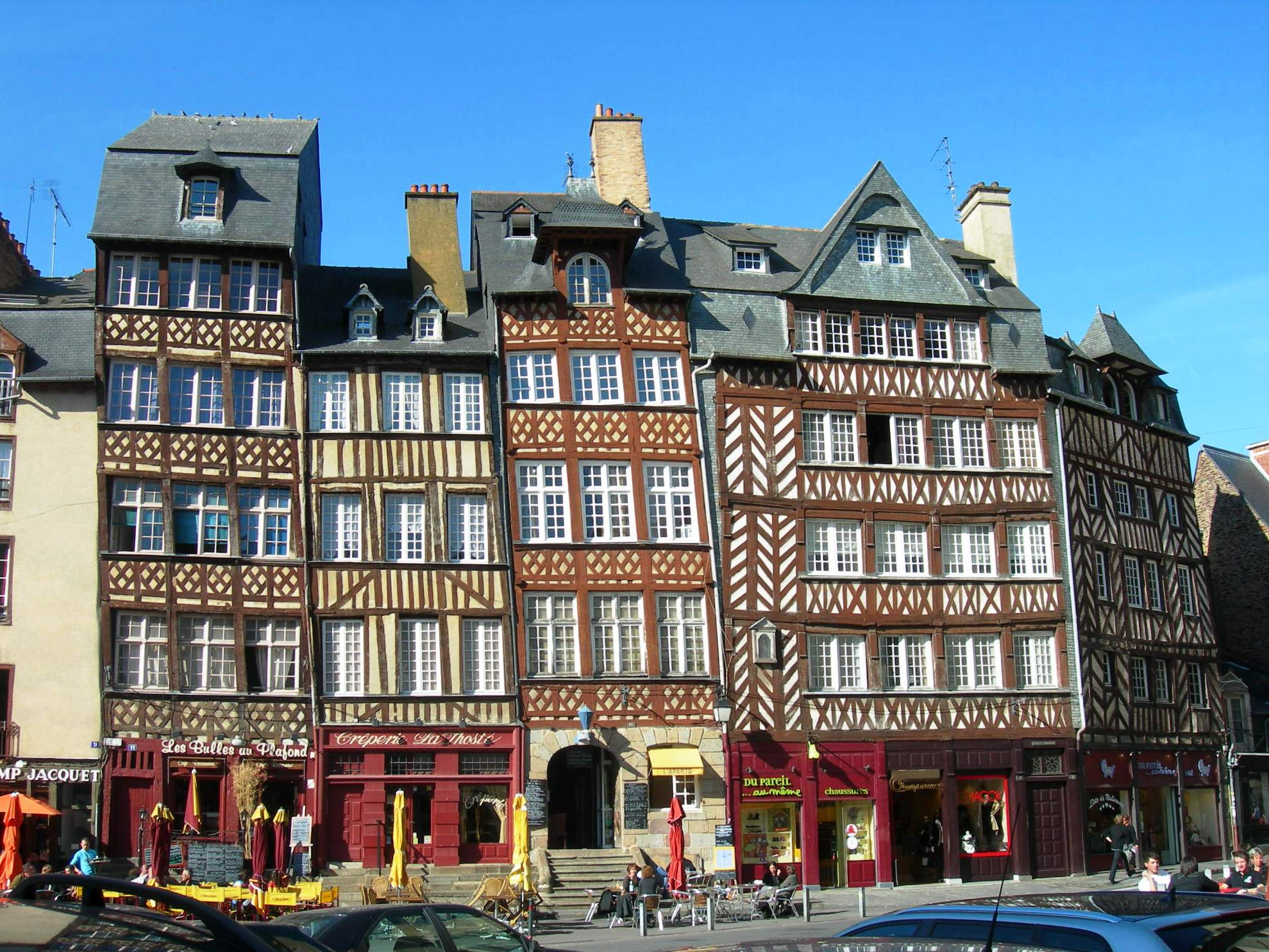
Fachwerkhaus Place du Champ Jacquet
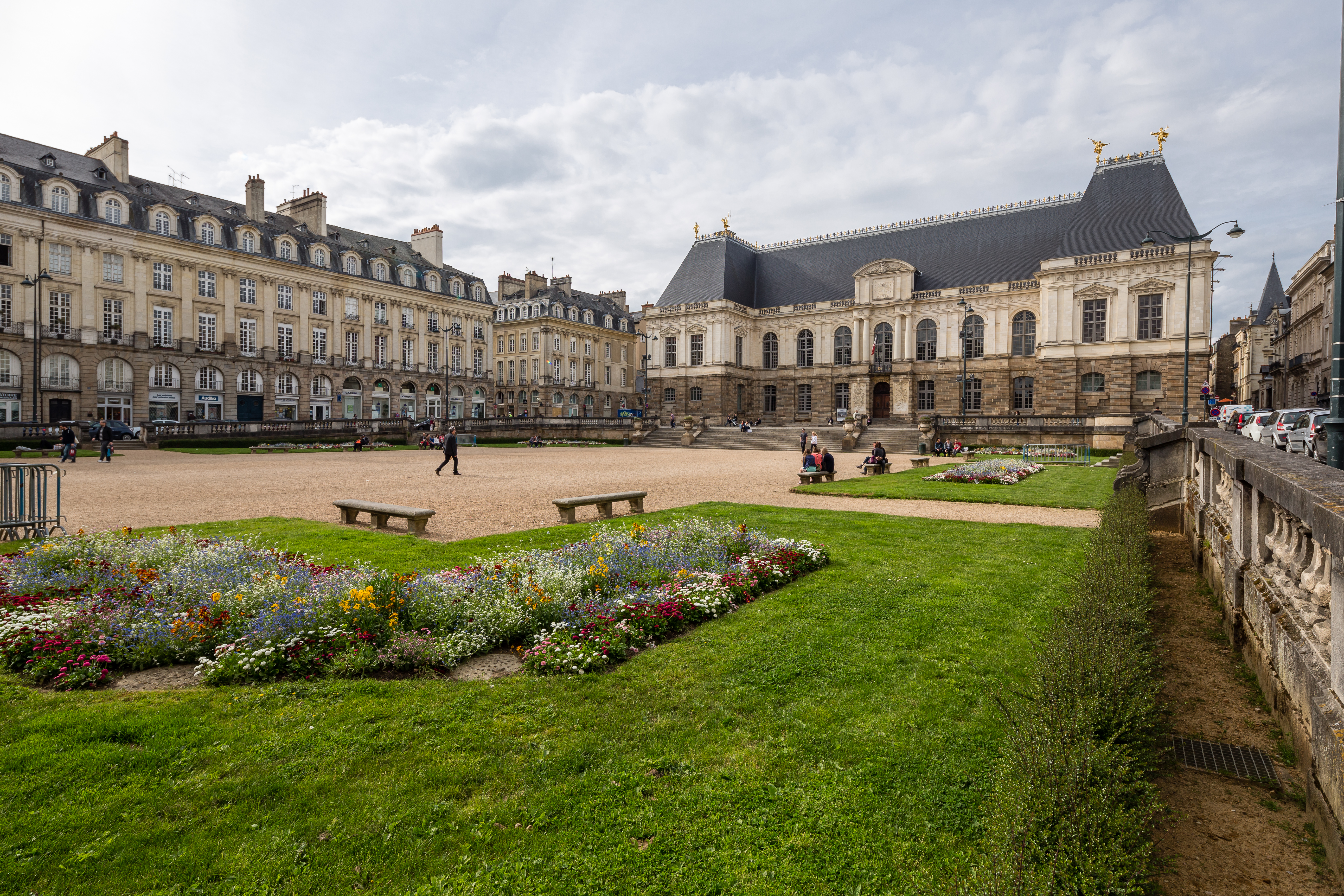
Parlement und klassische Gebäude

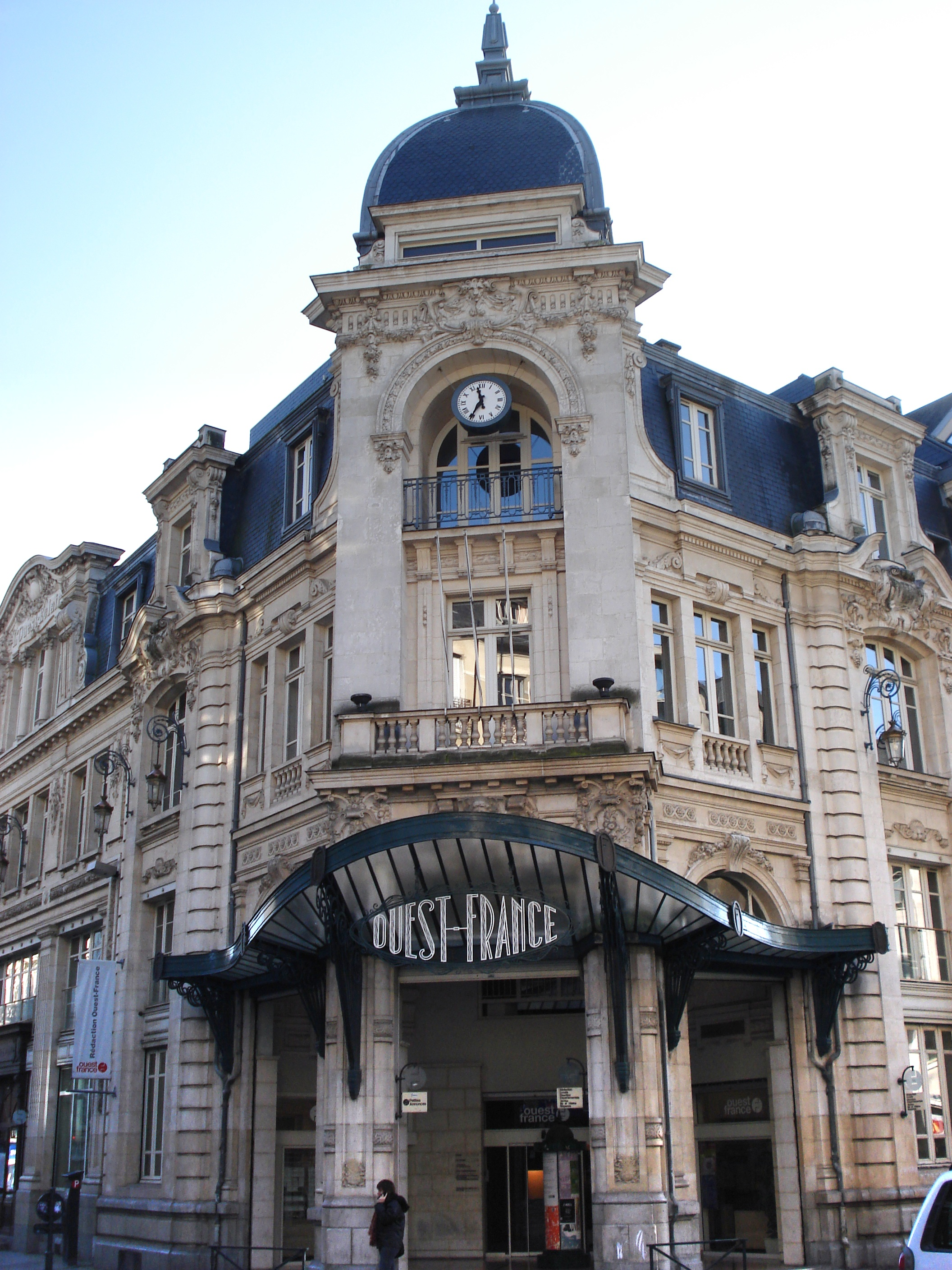
Ouest-France, historischer Sitz
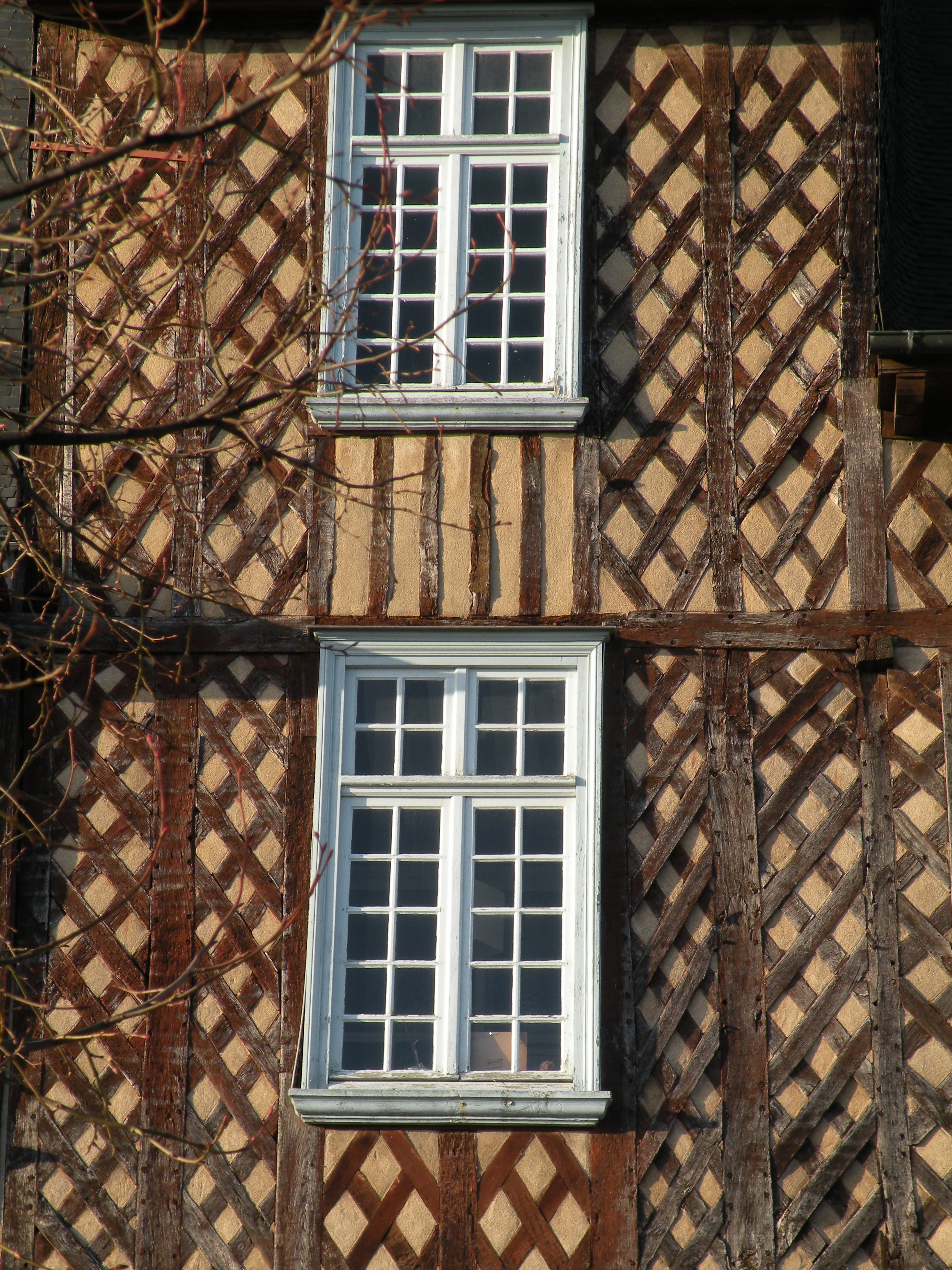
Place des Lices
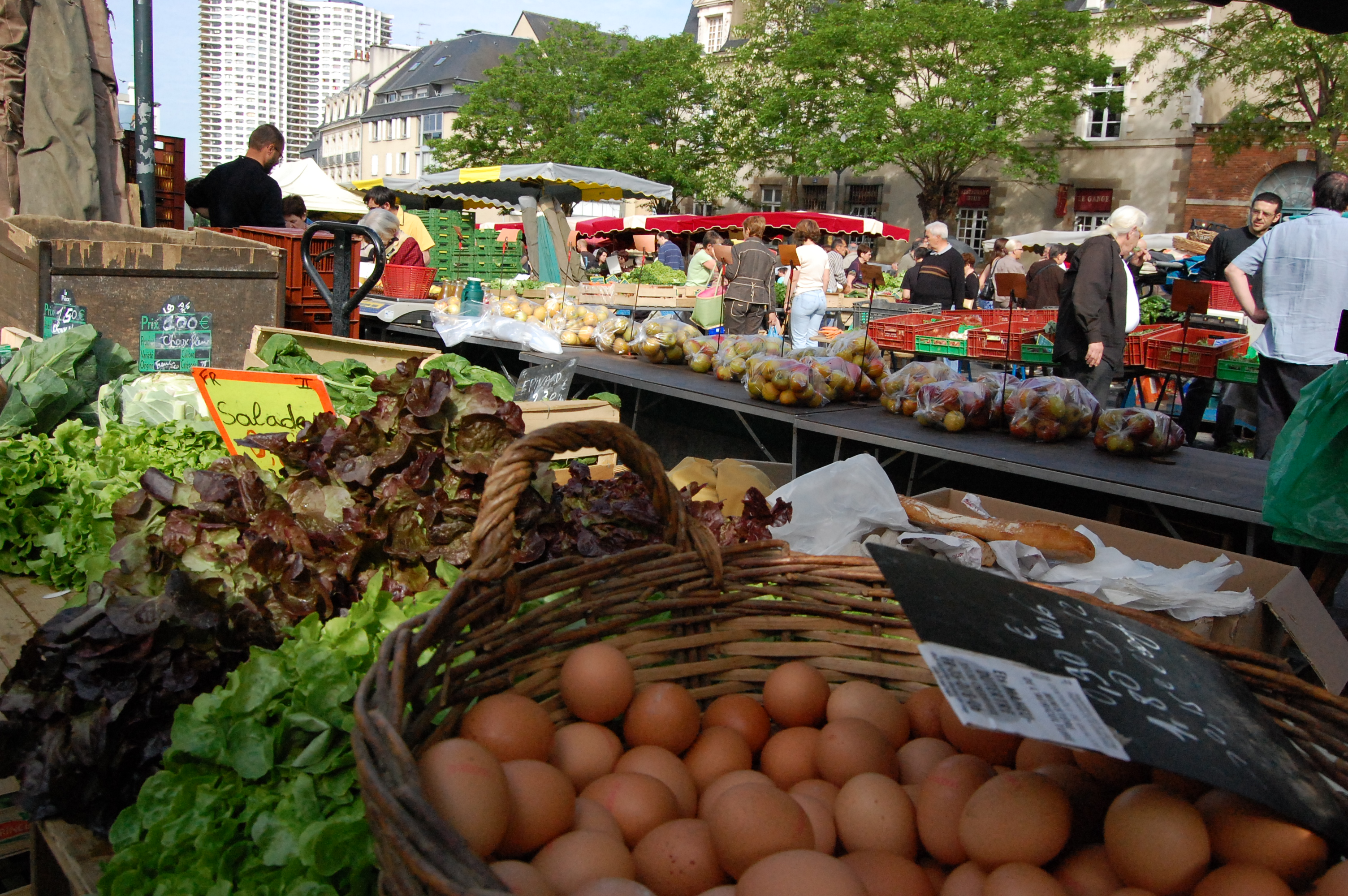
Marché des Lices, Markt auf der Place des Lices

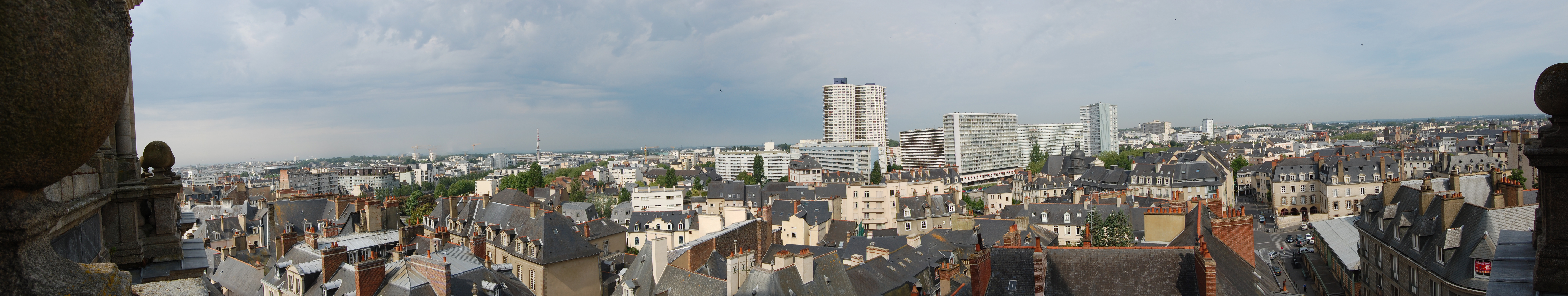
Panoramasicht auf Rennes von der Kathedrale